# آتن نوول

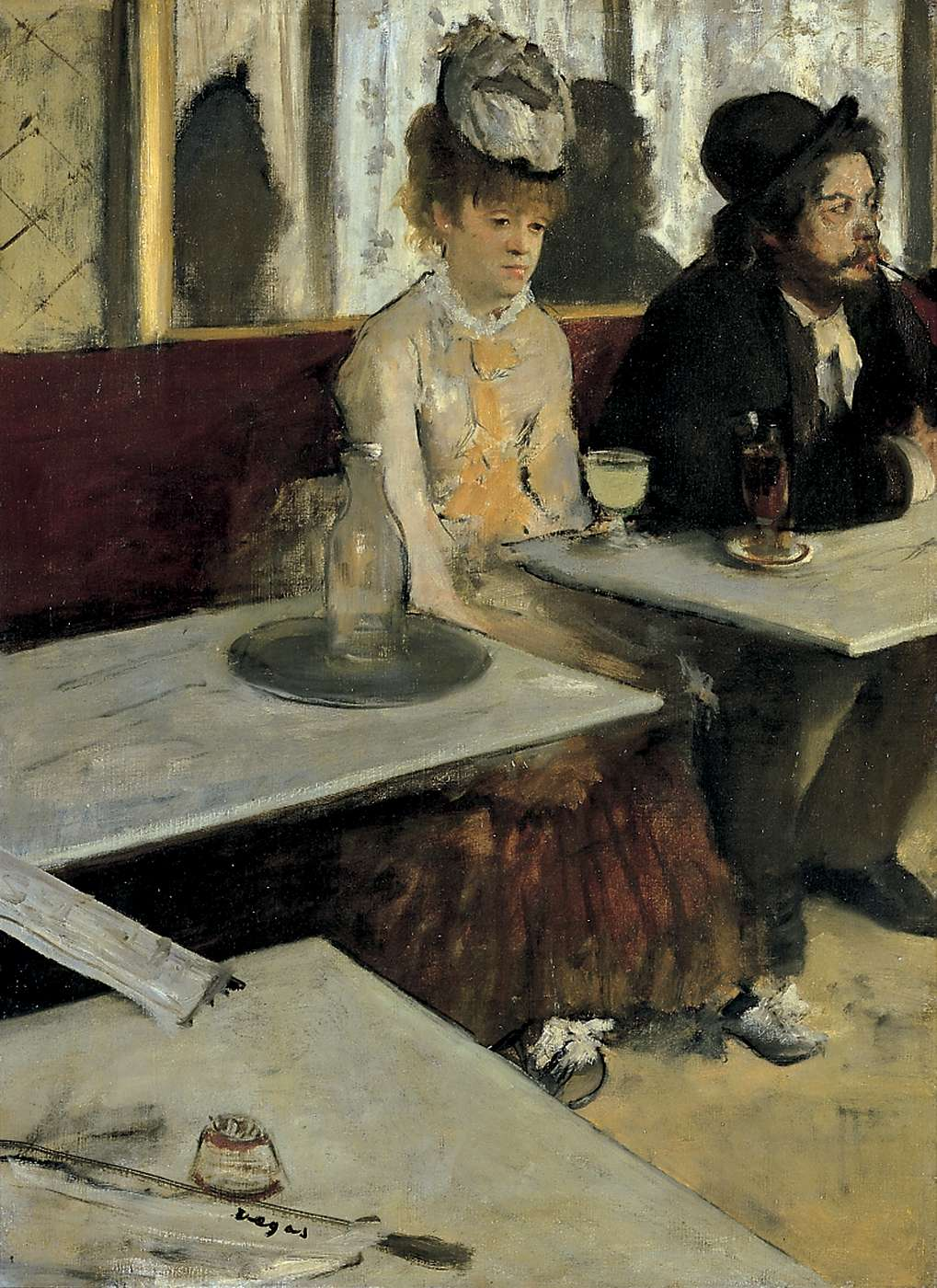
دو شخصیت در آتن نو. آبسینت, دگاس, 1876.

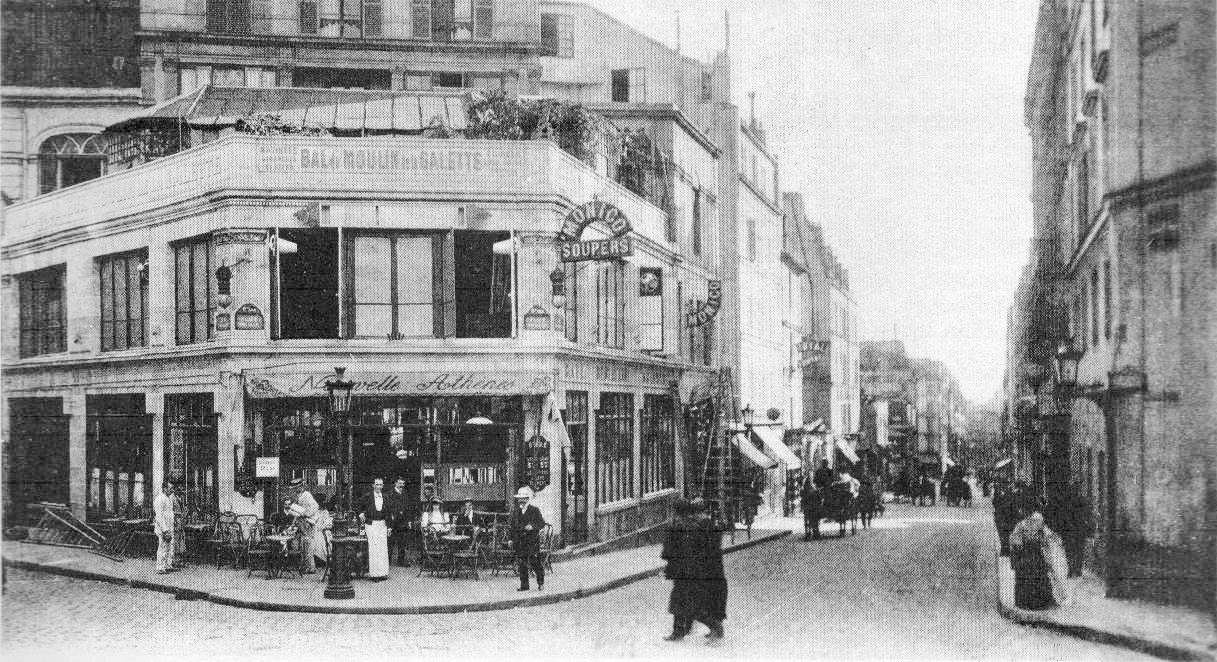
کافه آتن نو در قبل سال ۱۹۰۰

آتن نو (به فرانسوی: La Nouvelle Athènes) , (تلفظ فرانسوی: [la/nu. vɛl/ a. tɛn]) کافه‌ای است که در میدان پیگال پاریس در فرانسه قرار دارد. کافه در ابتدا محل اجتماع هنرمندان فرانسه بود. کافه پاتوق نقاشان امپرسیونیست مانند هنری ماتیس، ادگار دگاس و ون‌گوک و از موسیقیدانان اریک ساتی، آهنگساز و پیانیست موریس راول بود. در طول جنگ جهانی دوم و پس از آن کافه به یک کلوپ برهنگی تبدیل شد. در دهه ۸۰ و ۹۰ میلادی محفل گروه‌های موسیقی راک شده بود. ساختمان کافه در سال ۲۰۰۴ بر اثر آتش‌سوزی تخریب شد.